# Séisme de 1880 à Zagreb
Le séisme de Zagreb de 1880 également connu comme le grand tremblement de terre de Zagreb, a eu lieu le 9 novembre 1880 avec une magnitude de 6,3. Son épicentre  se situe dans la montagne Medvednica au nord de Zagreb. Le séisme a fait une victime et de nombreux dégâts matériels.

## Événements
Selon les données de la station météorologique de Zagreb, le tremblement de terre a eu lieu à 7 h 33 CET et a été suivi de répliques  de moindre intensité.   
Selon un rapport des autorités locales, 1 758 bâtiments privés ont été touchés, dont 485 lourdement endommagés. Ce bilan ne prend en compte ni les bâtiments de l'État ni les églises. 
L'Académie croate des sciences a fait photographier les bâtiments endommagés par Ivan Standl.
La cathédrale de Zagreb est endommagée par le séisme et doit subir une importante restauration. Les travaux, dirigés par Hermann Bollé, durent 26 ans et ne sont achevés qu'en 1906.